# Камара, Альхаджи
Альхаджи Камара (англ. Alhadji Kamara; 16 апреля 1994, Фритаун) — сьерралеонейский футболист, нападающий датского клуба «Раннерс».

## Клубная карьера
Камара начал свою профессиональную карьеру в клубе «Каллон», играющем в национальном первом дивизионе Сьерра-Леоне. В юности проходил просмотр в норвежском клубе «Фредрикстаде», играющем Элитсерии и американском «Портленд Тимберс» из MLS. Однако, сразу после достижения совершеннолетия, подписал контракт со шведским «Юргорденом» на правах аренды. Не сумев проявить себя, игрок отправился в аренду во «Фрей», а затем в «Вернаму».
Перед сезонов 2014 года Камара был подписан «Норчёппингом», где позиционировался как ключевой игрок в течение своего первого сезона. 31 марта 2015 года он был отдан в аренду чемпиону Суперлиги Малайзии, «ДжДТ». Однако, в июле 2015 года его аренда была досрочно прекращена.
11 мая 2016 года Камара подписал контракт с клубом MLS «Ди Си Юнайтед». Свой дебют в MLS, 27 мая 2016 года в матче против «Спортинга Канзас-Сити», отметил голом. Перед началом сезона 2017 Камара был отдан в аренду клубу USL «Ричмонд Кикерс». Дебютировал за «Ричмонд» 25 марта 2017 года в матче стартового тура сезона против «Харрисберг Сити Айлендерс», выйдя на замену во втором тайме. 22 апреля 2017 года в матче против «Питтсбург Риверхаундс» забил свой первый гол за «Кикерс». 27 мая 2017 года в матче против «Оттава Фьюри» оформил хет-трик, за что был включён в команду недели USL.
23 июля 2017 года Камара перешёл в клуб Про-лиги Саудовской Аравии «Аль-Таавун».
2 февраля 2018 года Камара подписал контракт с клубом Национального дивизиона Молдавии «Шериф». В сезоне 2018 с девятью голами стал вторым лучшим бомбардиром чемпионата.
19 февраля 2019 года Камара подписал контракт с клубом датской Суперлиги «Веннсюссель».
15 мая 2019 года Камара перешёл по свободному трансферу в «Раннерс».

## Международная карьера
За сборную Сьерра-Леоне Камара дебютировал 29 февраля 2012 года в матче квалификации Кубка африканских наций 2013 против сборной Сан-Томе и Принсипи, забив гол.
Был включён в состав сборной на Кубок африканских наций 2021.

## Достижения
«Норрчёпинг»
- Чемпион Швеции: 2015

«Шериф»
- Чемпион Молдавии: 2018

«Раннерс»
- Обладатель Кубка Дании: 2020/21